# دهستان ترک شرقی
ترک شرقی، دهستانی است از توابع بخش مرکزی شهرستان ملایر در استان همدان ایران.

## جمعیت
براساس سرشماری سال ۱۳۸۵ جمعیت آن ۱۱٬۰۰۳ نفر (۲٬۴۹۲ خانوار) بوده‌است.